# Tarlac
Tarlac é um província de  primeira classe de renda da província (d) na região Luzon Central, nas Filipinas. De acordo com o censo de 1 de maio  de  2020 possui uma população de 1 503 456 pessoas e 359 561 domicílios.   A sua capital é Tarlac e tem o Pampango como língua mais falada pelos habitantes locais.
A província tem uma economia baseada na agricultura, rica em arroz, cana-de-açúcar, milho e cocos; em vegetais como alho e cebola e em frutas como manga e banana; em seu lado oeste, podem ser encontradas reservas minerais de aço e manganês. A região possui três usinas de açúcar e empresas produtoras de fertilizantes e objetos de cerâmica.
Tarlac  é dividida em 17 municípios, uma capital central, Tarlac City, e três distritos congressionais. Como o resto da região central de Luzon, ela tem duas estações: seca de abril a novembro e úmida no resto do ano.

## História
- Tarlac foi a última região do centro de Luzon a ser organizada sob a administração espanhola em 1874.
- Durante a Revolução Filipina de 1896, ela foi a única das províncias de Luzon a pegar em armas contra os ocupantes espanhóis e tornou-se a capital da primeira República Filipina em 1899 por um mês, durante a fuga dos líderes revolucionários da antiga capital, Malolos.
- A cidade de Capas, localizada na província, foi o local de chegada da infame Marcha da Morte, após a perda das Filipinas para os japoneses durante a II Guerra Mundial, por ser o local do campo de concentração O’Donnell, para onde mais de 70.000 prisioneiros de guerra marcharam desde Bataan após a rendição. Além de milhares de mortos durante a marcha, o campo era tão cheio de prisioneiros que muitos dos sobreviventes acabaram morrendo de fome e de doenças.
- Tarlac também é a província natal da ex-Presidente Corazón Aquino e de seu marido Benigno Aquino, cujo assassinato no Aeroporto Internacional de Manila , após seu retorno do exílio, causou protestos mundiais que levaram à revolução que depôs o Presidente Ferdinando Marcos do poder em 1986.

## Subdivisões
Municípios
- Anao
- Bamban
- Camiling
- Capas
- Concepcion
- Gerona
- La Paz
- Mayantoc
- Moncada
- Paniqui
- Pura
- Ramos
- San Clemente
- San Jose
- San Manuel
- Santa Ignacia
- Victoria

Cidade
- Tarlac